# (237) Целестина
(237) Целестина (нем. Coelestina) — типичный астероид главного пояса. Он был обнаружен 27 июня 1884 года австрийским астрономом Иоганном Пализой в Венской обсерватории и назван в честь жены венского профессора астрономии Теодора Оппольцера.

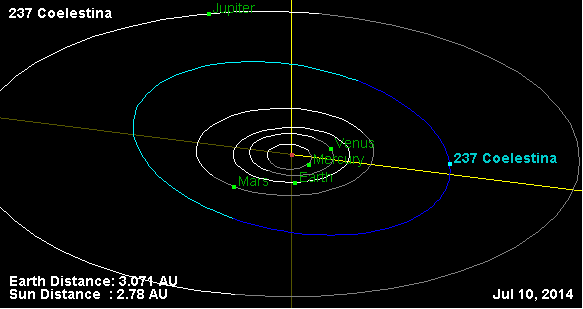
Орбита астероида Целестина и его положение в Солнечной системе